# 新福音主義
新福音主義（しんふくいんしゅぎ、英: Neo-evangelicalism ネオ・エバンジェリカリズム）とは、伝統的、正統的なプロテスタント（キリスト教根本主義）の中で20世紀中旬より興った潮流である。新福音主義は、分離主義の立場を採らない。また学問的なアプローチを持っている。

## 歴史
その代表は、世界的な福音主義（w:Evangelicalism）の伝道者として認められるビリー・グラハム、アメリカ合衆国の神学者カール・ヘンリー、世界的な福音主義神学者ジョン・R・W・ストット である。
自由主義神学とキリスト教根本主義の間に新しい領域を開いた。
- 自由主義神学は、神学的に正統ではないが、文化と学問においては定評がある。
- キリスト教根本主義は、神学的に正統である反面、分離主義と反知性主義を採ることがある。

新しい福音主義とは、正統的でありつつ、学問的である、世界に向けられた福音主義である。
最近では、ただ単に福音主義と呼ばれることもある。

## 関連
- アリスター・マクグラス
- キリスト教原理主義